# Yoplait
Yoplait är ett varumärke för yoghurt och som ägs till 51% av den amerikanska livsmedelsproducenten General Mills, Inc. medan resten ägs av det franska mejerikooperativet Sodiaal. Varumärket består av 14 olika sorter av yoghurt och som har fler än 135 smaker och där de säljs i nästan 50 länder världen över. De är marknadsledande i bland annat Australien, Frankrike, Mexiko och Storbritannien samt var det i USA fram till 2016.
Yoplait introducerades 1990 på den svenska marknaden, efter att Sodiaal och svenska mejerikooperativet Arla ek.för. slöt ett samarbetsavtal med varandra. 1993 fördjupades samarbetet och Arla började licenstillverka yoghurten. Det varade dock bara till 1997 när Sodiaal bröt det och inledde ett liknande avtal ett år senare med det finska mejeriföretaget Valio. Yoghurten hade en svensk marknadsandel på 14% under Arlas tid.